# Plateau de Gentioux
Le plateau de Gentioux est un plateau situé en France, dans le Massif central, dans les départements de la Creuse et de la Corrèze, en région Nouvelle-Aquitaine.
Il tient son nom de la commune de Gentioux-Pigerolles.

## Géographie

### Situation
Le plateau de Gentioux correspond au versant creusois du plateau de Millevaches, simplement séparé de ce dernier par une ligne floue de crêtes s'élevant de 850 à 950 mètres entre le lac du Chammet à l'ouest et les sources de la Creuse à l'est, sur laquelle passe la limite départementale,.
Il culmine à 949 mètres d'altitude à la Mijoie, sur la commune de Peyrelevade, en Corrèze.
D'ouest en est, il s'étend principalement sur le territoire des communes de Faux-la-Montagne, Gentioux-Pigerolles, Peyrelevade, Gioux et Féniers.

### Paysages

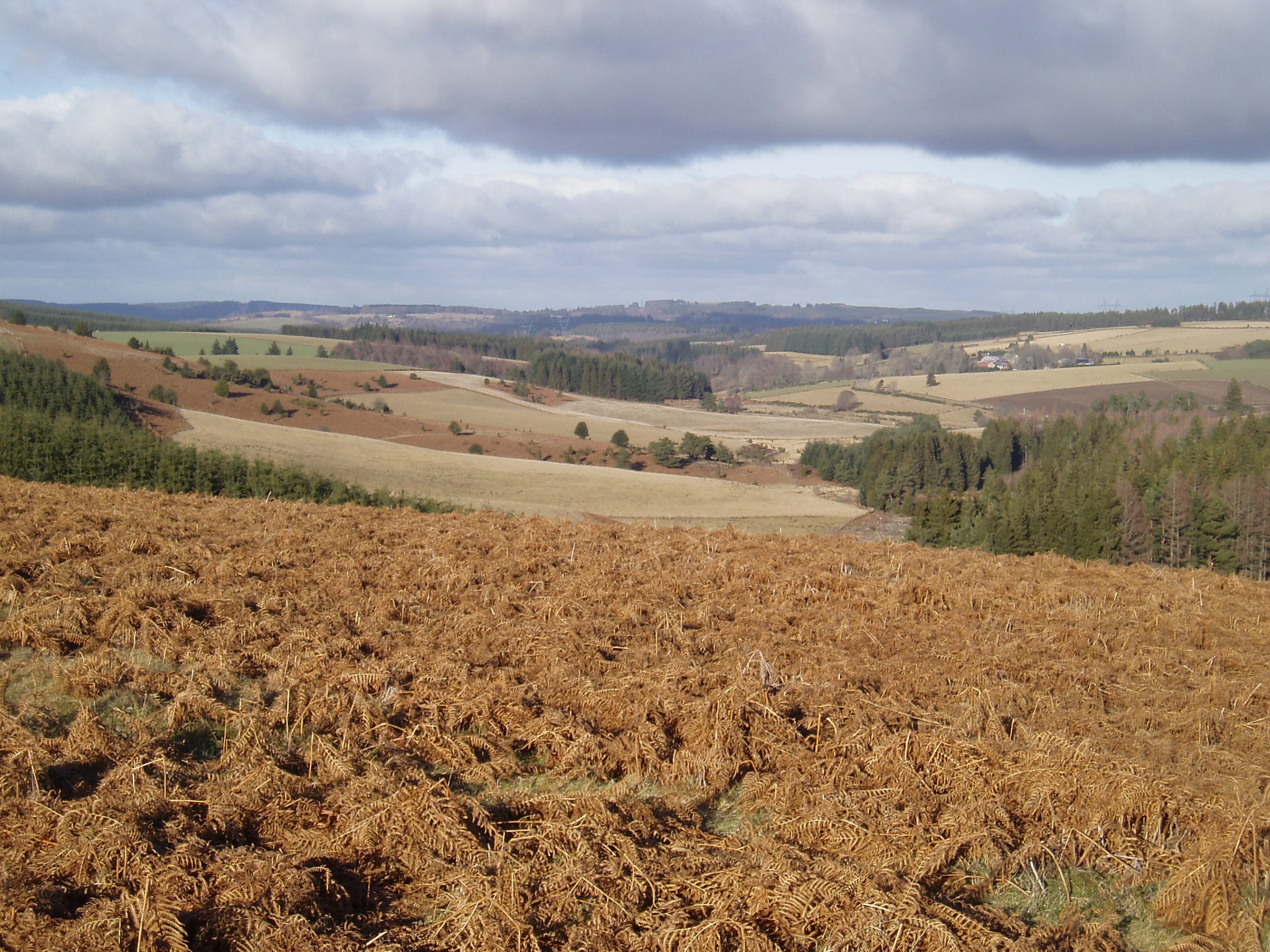
Paysage ouvert du plateau de Gentioux.

Les paysages du plateau de Gentioux, assis sur le socle granitique, sont dotés des mêmes attributs que le haut versant corrézien plateau de Millevaches, comprenant, à la différence du reste de la Montagne limousine, une proportion notable d'espaces ouverts (landes, tourbières, prairies). Les milieux boisés sont toutefois importants, en particulier autour du bourg de Gentioux.

## Activités

### Énergie éolienne
Mises en service en janvier 2005, six éoliennes sont situées près du village de Neuvialle à mi-chemin entre Pigerolles et Peyrelevade. Premières éoliennes de la région Limousin, visibles à plus de 30 km, leur exemple semble intéresser certaines autres communes du parc naturel régional de Millevaches en Limousin, notamment dans les régions de Meymac et de Treignac.
Ces implantations sont très controversées en raison du faible potentiel éolien de la région Limousin en général, et du caractère exceptionnel des paysages du plateau de Millevaches. Les opposants à ces projets craignent en effet un « mitage » du paysage du Parc par des implantations anarchiques d'éoliennes, qui pourraient, à terme, nuire au développement du tourisme dans cette région.

### Sports d'hiver
En 2023, la seule station de ski de fond de la Creuse, à Gentioux-Pigerolles, ferme ses portes faute de bénévoles. Cette station offrait initialement 90 km de pistes de ski de fond.